# Ždánov (Nezdice na Šumavě)

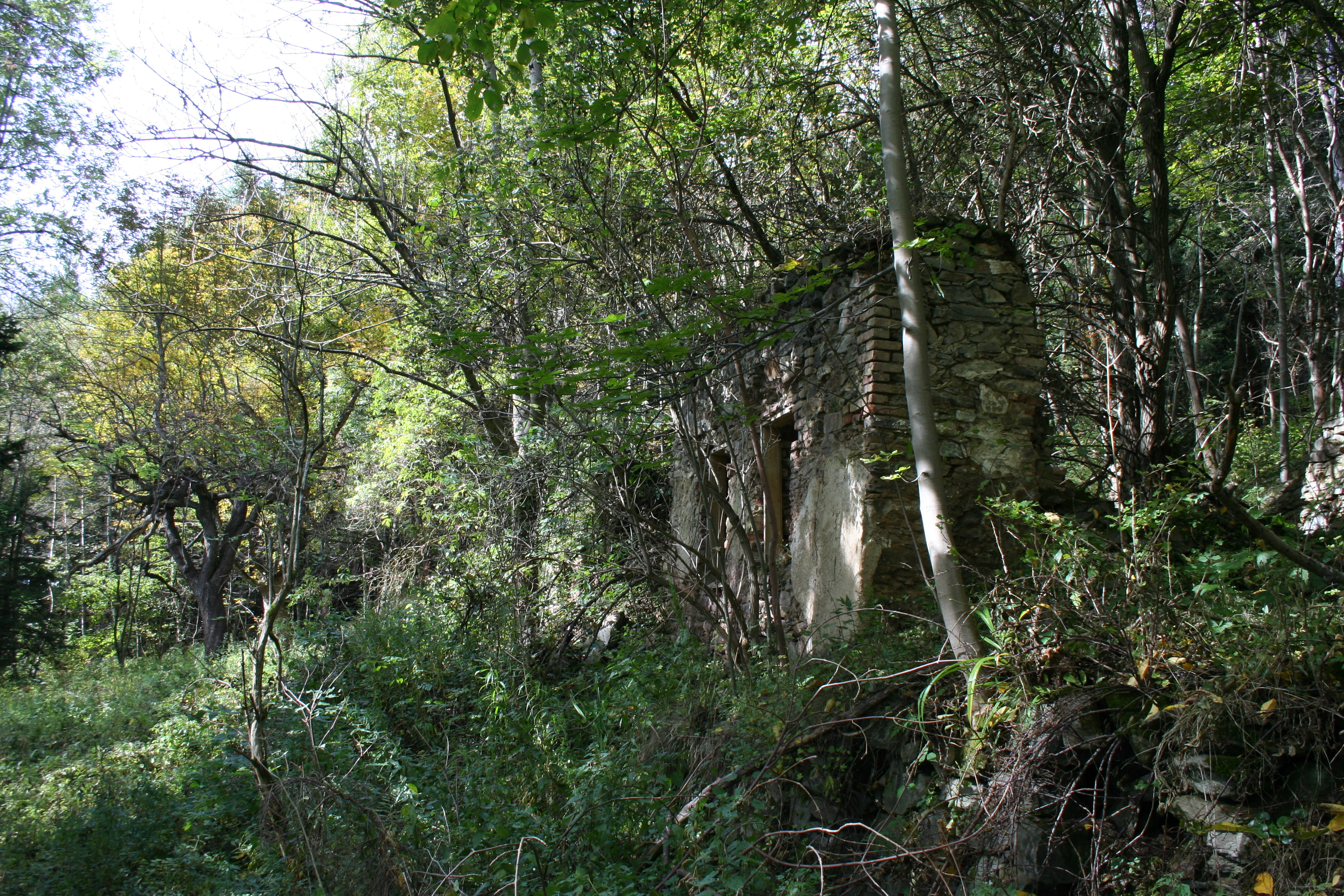
Ruinen des erloschenen Dorfes

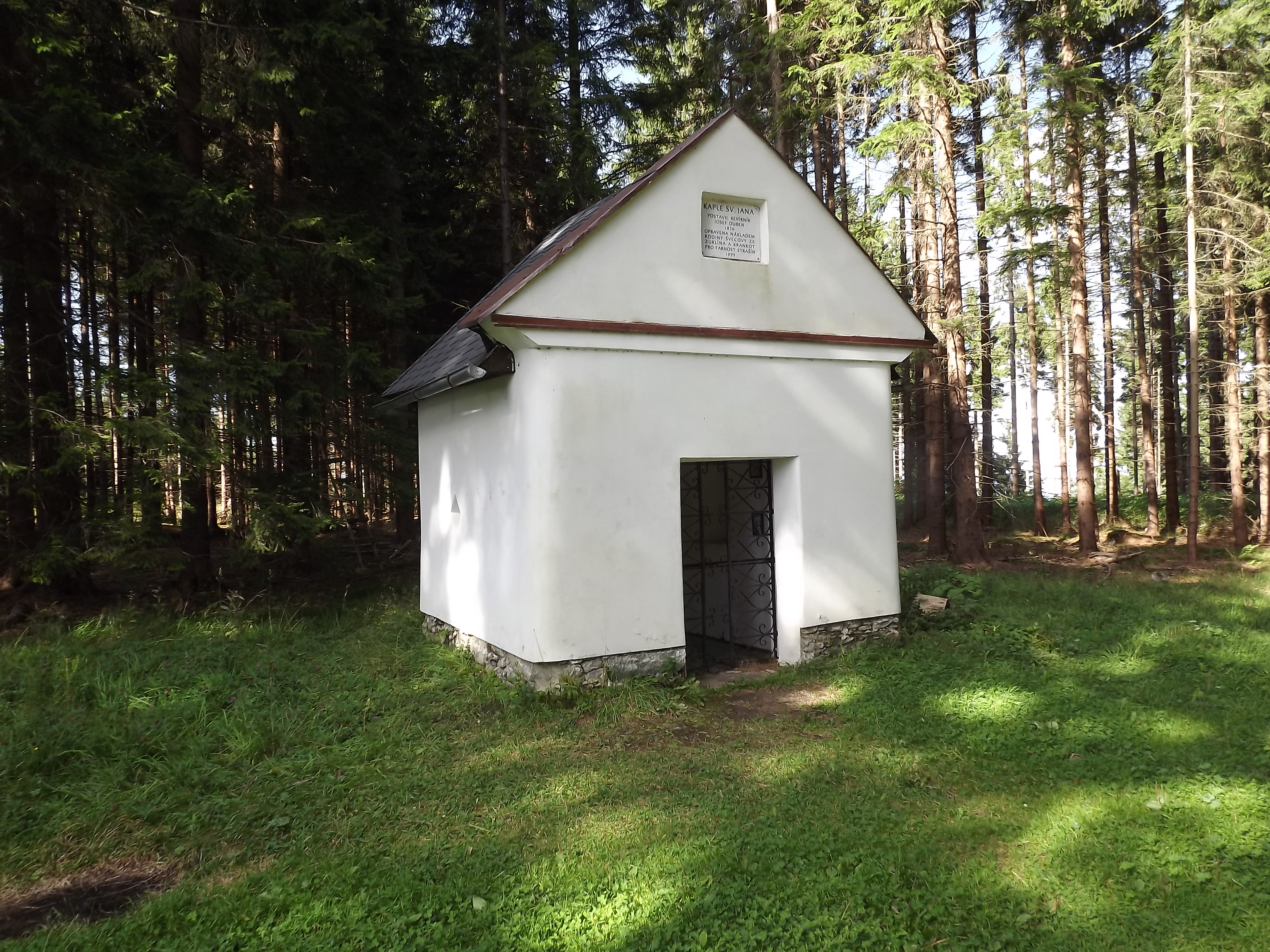
Kapelle des hl. Johannes auf dem Svatý Jan

Ždánov (deutsch Zosum) ist ein Ortsteil der Gemeinde Nezdice na Šumavě in Tschechien. Die Wüstung liegt drei Kilometer östlich von Kašperské Hory und gehört zum Okres Klatovy.

## Geographie
Ždánov befindet sich auf einem Sattel zwischen dem Ždánov (Zosumberg, 1064 m) und dem Chlum (Holm, 962 m) auf dem Gebiet des Naturparks Kašperská vrchovina im Böhmerwald. Nördlich erhebt sich der U Pískovny (Geierleberg), im Osten der Ždánov, südöstlich der Svatý Jan (1047 m) und der Královský kámen (Königsstein, 1058 m), im Südwesten der Chlum sowie nordwestlich der Zámecký vrch (Schlossberg, 921 m). In Ždánov entspringen der Opolenecký potok (Oppelitzer Bach) und der Ždánovský potok.
Nachbarorte sind České Domky, Kukanda, Klepačka und Ostružno im Norden, Papírna, Nezdice na Šumavě, Strašín, Lazny, Pohorsko und Záluží im Nordosten, Zuklín, Podzuklín, Javorník und Tejmlov im Osten, V Dílech, Úbislav und Řetenice im Südosten, Plánský Mlýn, Popelná, Bajerov und Peklo im Süden, Červená, Hutašín, Lídlovy Dvory, Císařský Dvůr und V Nebí im Südwesten, Cikánka, Kašperské Hory und Kavrlík im Westen sowie Žlíbek im Nordwesten.

## Geschichte
Zosum entstand wahrscheinlich im 13. Jahrhundert als Ansiedlung von Bergleuten am Fuße des Zosumberges. Es wird angenommen, dass die Gründung des Ortes kurz nach der Auffindung der Reichensteiner Goldlagerstätten erfolgte. Bei der Erhebung von Reichenstein zur königlichen Bergstadt im Jahre 1345 wurde Zosum im Gegensatz zu den Dörfern Nezdice, Ostružno und Pohorsko, an denen die Bergstadt Anteile hielt, nicht erwähnt; es wird aber angenommen, dass  schon im 14. Jahrhundert neben dem Gut Žihobce auch die Burg Karlsberg einen Anteil an der Siedlung hielt. Nach dem Niedergang des Goldbergbaus wurde Zosum zu einer Holzfällersiedlung. Besitzer des Gutes Žihobce waren zu Beginn des 16. Jahrhunderts die Herren von Riesenberg, danach Christoph Kotz von Dobrz, ab 1609 Ludmilla Kotz von Chudenitz. Ihr folgte Jaroslav Bukovanský Pinta von Bukovany, dessen Besitz nach der Schlacht am Weißen Berg konfisziert und dem kaiserlichen Obristen Martin de Hoeff Huerta übereignet wurde. Anschließend wechselten sich verschiedene kaiserliche Militärs, darunter Ferdinand Freiherr von Lanau und Iselin als Besitzer ab. Im Jahre 1710 kaufte Johann Philipp von Lamberg die Herrschaft Žihobce mit den Dörfern Žihobce, Nezdice, Ostružno, Rozsedly, Věštín, Strašín und Sosum von Anna Franziska von Iselin und schlug sie seiner Herrschaft Žichovice zu. Ihn beerbte Franz Anton Reichsfürst von Lamberg, der die vereinigten Güter im Jahre 1716 zu einem Fideikommiss erhob. Danach folgte 1760 dessen Sohn Johann Friedrich Reichsfürst von Lamberg, der 1797 ohne Nachkommen verstarb. Im Jahre 1788 bestand Zosum oder Zdianow aus sieben Häusern. Durch das Erlöschen der reichsfürstlichen Linie fielen deren Würde, Güter und Ämter 1804 an Johann Friedrichs Neffen Karl Eugen († 1831) aus der jüngeren Linie der Lamberger, der damit zum Reichsfürsten von Lamberg, Freiherrn von Ortenegg und Ottenstein auf Stöckern und Amerang erhoben wurde. Sein ältester Sohn Gustav Joachim Fürst von Lamberg trat das Erbe 1834 an. Im 19. Jahrhundert wuchs der Ort weiter an; am südwestlichen Fuß des Zosumberges entstand eine weitere Häusergruppe, die Vorderer Zosum (Přední Ždánov) genannt wurde, die ältere Siedlung wurde als Hinterer Zosum (Zadní Ždánov) bezeichnet. In unmittelbarer Nähe lagen zudem noch zwei Einödhöfe; der zur Stadt Bergreichenstein gehörige Metzelhof (Metzlův dvůr) und der der Familie Ertl gehörige Freihof Höllhof (Peklo) sowie das Hegerhaus Himmelreich (V Nebí).
Im Jahre 1838 bestand Sosum bzw. Zosum, auch Zdianow genannt, aus 14 Häusern mit 109 deutschsprachigen Einwohnern. Pfarrort war Bergreichenstein. In der Umgebung waren Spuren des ehemaligen Goldbergbaus sichtbar. Bis zur Mitte des 19. Jahrhunderts blieb Sosum immer der Fideikommissherrschaft Schichowitz samt den Gütern Raby, Budietitz, Žihobetz und Stradal untertänig.
Nach der Aufhebung der Patrimonialherrschaften bildete Zosum / Žďanov ab 1850 einen Ortsteil der Gemeinde Nezdice im Gerichtsbezirk Schüttenhofen. In Zosum gab es ein Wirtshaus, einen Laden und einen Schuster. Ab 1868 gehörte das Dorf zum Bezirk Schüttenhofen. 1869 entstand an der nach Bergreichenstein führenden Hauptstraße das Hotel Winkelbauer. Zu Beginn des 20. Jahrhunderts führte der Ort als tschechischen Namen Žďánov, dieser wurde 1924 in Ždánov abgeändert. Beim Zensus von 1921 lebten in den 17 Häusern von Zosum 86 Personen. Das Wirtshaus „In der Schwebe“ ("V Předpeklí"), in dem Flaschenbier und Tabakwaren verkauft wurden, schloss in den 1920er Jahren, wurde jedoch bis 1961 noch bewohnt. Zu dieser Zeit grassierte in Zosum eine TBC-Epidemie, an der mehrere Personen starben. 1937 entstand entlang der Passstraße von Zosum nach Rindlau (Žlíbek) eine Bunkerlinie des Tschechoslowakischen Walls. Zosum wurde nach dem Münchner Abkommen 1938 von Nezdice abgetrennt und dem Deutschen Reich als Ortsteil von Bergreichenstein zugeschlagen. Zwischen 1939 und 1945 gehörte das Dorf zum Landkreis Bergreichenstein. Nach dem Ende des Zweiten Weltkrieges kam Ždánov zur Tschechoslowakei zurück und wurde wieder der Gemeinde Nezdice als Ortsteil zugeordnet. Kurz nach Kriegsende starben in Ždánov fünf Kinder beim Spiel mit Fundmunition. Im Zuge der Vertreibung der Deutschen aus der Tschechoslowakei wurden die meisten Einwohner von Ždánov am 29. Juni 1945 in das Internierungslager Dlouhá Ves verbracht, von wo sie später per Eisenbahn nach Bayern abgeschoben wurden. Die Wiederbesiedlung von Ždánov gelang nicht und die Häuser des Dorfes verfielen. 1950 war es als Dorf erloschen. Im Zuge der Aufhebung des Okres Sušice wurde die Wüstung Ždánov 1960 dem Okres Klatovy zugeordnet.
Zosum Nummer 12 war bis 1961 von einer Familie bewohnt. Diese wurde abgesiedelt, da es angeblich durch den nahen Übungsplatz des Militärs zu gefährlich wurde. Nach der Absiedelung 1961 wurde es wieder an eine Prager Familie verpachtet. In den 70er Jahren brannte das Haus bei einer Silvesterfeier vollständig aus.   
Das einzig erhaltene Gebäude ist das einschichtige Hegerhaus Ždánov, das jedoch südöstlich von Přední Ždánov auf dem Kataster Řetenice der Gemeinde Nicov errichtet wurde.

## Ortsgliederung
Der Ortsteil Ždánov ist Teil des Katastralbezirkes Nezdice na Šumavě.

## Sehenswürdigkeiten
- Kapelle des hl. Johannes auf dem Svatý Jan
- Amaliental (Amálino údolí) des Zlatý potok, südlich von Ždánov
- Ruine der Burg Kašperk, nordöstlich von Ždánov auf dem Zámecký vrch